# جام پادشاه فهد ۱۹۹۲
جام پادشاه فهد ۱۹۹۲ اولین دورهٔ رقابت‌های جام کنفدراسیون‌ها بود که به میزبانی عربستان سعودی در اکتبر ۱۹۹۲ برگزار گردید. فاتح این جام آرژانتین بود که در بازی فینال با نتیجه ۱−۳ عربستان سعودی را شکست داد و به مقام قهرمانی دست یافت. بازی‌ها با شرکت ۴ تیم و بدون برگزاری مرحلهٔ گروهی انجام شد.

## تیم‌های شرکت‌کننده

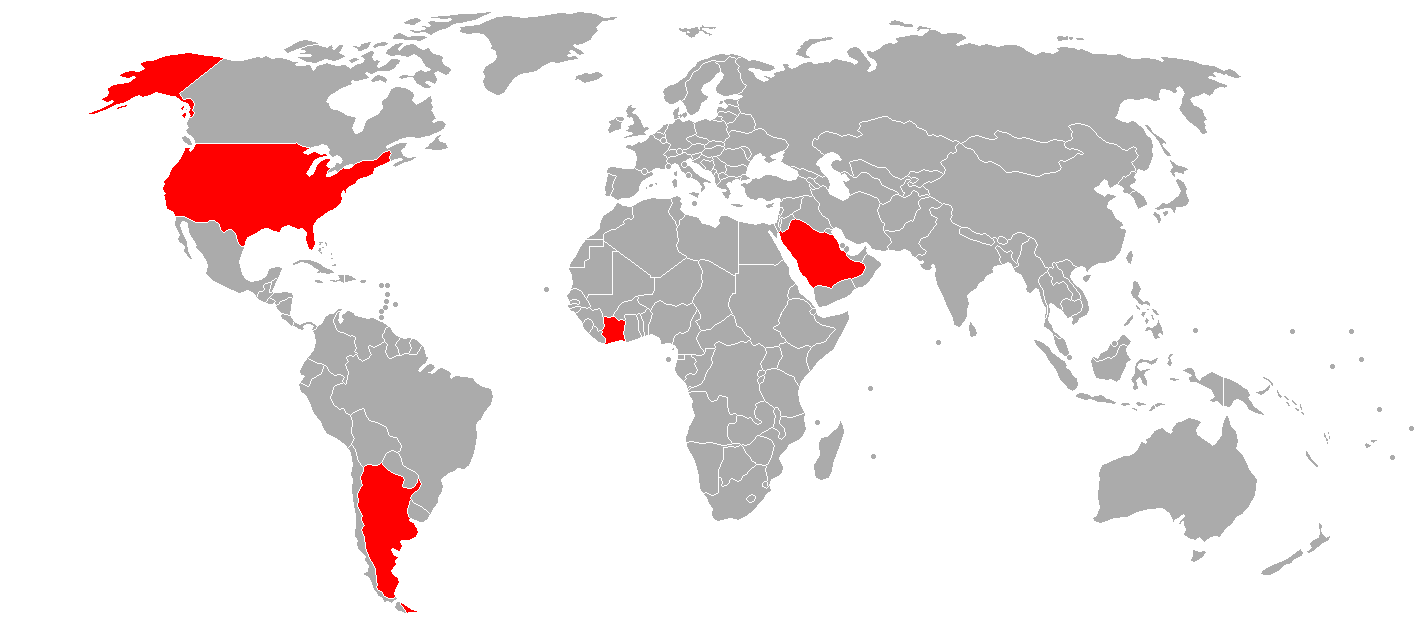
تیم‌های شرکت کننده در جام پادشاه فهد ۱۹۹۲

| تیم                 | کنفدراسیون               | عنوان                                      | تاریخ کسب مجوز | تعداد حضور |
| ------------------- | ------------------------ | ------------------------------------------ | -------------- | ---------- |
| عربستان سعودی       | کنفدراسیون فوتبال آسیا   | میزبان تورنمنت قهرمان جام ملت‌های آسیا ۱۹۸۸ | ۱۸ دسامبر ۱۹۸۸ | ۱          |
| ایالات متحده آمریکا | کونکاکاف                 | قهرمان جام طلایی کونکاکاف ۱۹۹۱             | ۷ ژوئیه ۱۹۹۱   | ۱          |
| آرژانتین            | کونمبول                  | قهرمان کوپا آمریکا ۱۹۹۱                    | ۲۱ ژوئیه ۱۹۹۱  | ۱          |
| ساحل عاج            | کنفدراسیون فوتبال آفریقا | قهرمان جام ملت‌های آفریقا ۱۹۹۲              | ۲۶ ژوئیه ۱۹۹۲  | ۱          |

## محل برگزاری
تمامی بازی‌ها در شهر ریاض و در ورزشگاه ملک فهد برگزار شد.
| ریاض               | ریاضجام پادشاه فهد ۱۹۹۲ (عربستان سعودی) · |
| ورزشگاه ملک فهد    | ریاضجام پادشاه فهد ۱۹۹۲ (عربستان سعودی) · |
| گنجایش: ۶۷٬۰۰۰ نفر | ریاضجام پادشاه فهد ۱۹۹۲ (عربستان سعودی) · |
|                    | ریاضجام پادشاه فهد ۱۹۹۲ (عربستان سعودی) · |

## داوران
آفریقا
- لیم کی چونگ

آسیا
- جمال شریف

آمریکای شمالی، مرکزی و کارائیب
- رودریگو بادیلا

آمریکای جنوبی
- تاوارس دا سیلوا

## بازی‌ها
|  | نیمه‌نهایی‌           | نیمه‌نهایی‌       |   |                     | نهایی           | نهایی |  |
|  |                     |                 |   |                     |                 |       |  |
|  | ۱۵ اکتبر - ریاض     |                 |   |                     |                 |       |  |
|  | عربستان سعودی       | ۳               |   |                     |                 |       |  |
|  | ایالات متحده آمریکا | ۰               |   |                     |                 |       |  |
|  |                     |                 |   |                     |                 |       |  |
|  |                     |                 |   |                     | ۲۰ اکتبر - ریاض |       |  |
|  |                     |                 |   |                     | عربستان سعودی   | ۱     |  |
|  |                     | آرژانتین        | ۳ |                     |                 |       |  |
|  |                     |                 |   |                     |                 |       |  |
|  |                     |                 |   |                     |                 |       |  |
|  |                     |                 |   |                     | مقام سومی       |       |  |
|  | ۱۶ اکتبر - ریاض     | ۱۶ اکتبر - ریاض |   | ۱۹ اکتبر - ریاض     | ۱۹ اکتبر - ریاض |       |  |
|  | آرژانتین            | ۴               |   | ایالات متحده آمریکا | ۵               |       |  |
|  | ساحل عاج            | ۰               |   |                     | ساحل عاج        | ۲     |  |

### نیمه نهایی
| عربستان سعودی                                       | ۳ – ۰  | ایالات متحده آمریکا |
| --------------------------------------------------- | ------ | ------------------- |
| فهد البیشی ۴۸' · یوسف الثنیان ۷۴' · خالد المولد ۸۴' | Report |                     |

| آرژانتین                                                              | ۴ – ۰  | ساحل عاج |
| --------------------------------------------------------------------- | ------ | -------- |
| گابریل باتیستوتا ۲'، ۱۰' · ریکاردو آلتامیرانو ۶۷' · آلبرتو آکوستا ۸۱' | Report |          |

### رده‌بندی
| ایالات متحده آمریکا                                                        | ۵ – ۲  | ساحل عاج                            |
| -------------------------------------------------------------------------- | ------ | ----------------------------------- |
| مارسلو بالبوآ ۱۲' · کوبی جونز ۳۱' · اریک وینالدا ۵۶' · بروس مورای ۶۷'، ۸۳' | Report | عبدالله ترائوره ۱۶' · دونالد سی ۷۶' |

### فینال
| عربستان سعودی   | ۱ – ۳  | آرژانتین                                                      |
| --------------- | ------ | ------------------------------------------------------------- |
| سعید عویران ۶۵' | Report | لئوناردو رودریگس ۱۸' · کلودیو کانیگیا ۲۴' · دیه‌گو سیمئونه ۶۴' |

## قهرمان
| قهرمان جام پادشاه فهد ۱۹۹۲ |
| -------------------------- |
| · آرژانتین · اولین عنوان   |

## فهرست گلزنان
| ۲ گل - گابریل باتیستوتا - بروس مورای ۱ گل - آلبرتو آکوستا - ریکاردو آلتامیرانو | - کلودیو کانیگیا - لئوناردو رودریگس - دیه‌گو سیمئونه - دونالد سی - عبدالله ترائوره - فهد البیشی | - خالد المولد - سعید عویران - یوسف الثنیان - مارسلو بالبوآ - کوبی جونز - اریک وینالدا |